# Reška država
Reška država (tudi Država Reka, hr. Slobodna Država Rijeka, it. Stato libero di Fiume) je bila samostojna državna enota, ki jo je v letih 1920–1924 sestavljalo mesto Reka z najbližjo okolico.
Po razpadu Avstro-Ogrske je reški italijanski Narodni svet (Consiglio nazionale) prevzel oblast  in 30. oktobra 1918 razglasil aneksijo Reke (ta je od podpisa pogodbe iz leta 1868 pripadala Ogrski kot »corpus separatum«) h Kraljevini Italiji. Reke londonski tajni sporazum ni prisodil Italiji, tako da so jo po prvi svetovni vojni zasedle antantne sile, vključno z italijanskimi četami, upravo pa je obdržal Narodni svet. Ker mirovna konferenca ni pristala na italijansko zahtevo po pridružitvi Reke, je mesto 12. septembra 1919 zasedel Gabriele D'Annunzio z reškimi legionarji. Oblast je prevzel kot vojaški poveljnik, mesto pa je še naprej upravljal Narodni svet.   
Začasna vlada je 8. septembra 1920 razglasila Italijansko regenco Kvarnerja (Reggenza italiana del Carnaro) z lastno ustavo in vlado v obliki sedemčlanskega direktorija. V 4. členu je rapalska mirovna pogodba določala obveznosti podpisnic spoštovati »večno ... popolno svobodo in neodvisnost Države Reke«, ki so jo sestavljali reški »corpus separatum« in del Istre na črti Kastav–Matulji–morje. Za razmejitev je bila določena jugoslovansko-italijanska mešana komisija. Italijanska vlada je bila za uresničitev zanjo ugodne rapalske pogodbe prisiljena z vojaško akcijo izgnati D'Annunzia z Reke. Začasna vlada je 7. januarja 1921 izdala zakon o ureditvi Svobodne države Reka in razpisala volitve v ustavodajno skupščino. Na volitvah 24. aprila 1921 je zmagala avtonomistična stranka, vlado je sestavil R. Zanella, toda fašisti so 27. aprila s silo zasedli vladno poslopje in prevzeli oblast. Italijanska vlada je nato postavila na Reki komisariat. Na volitvah 5. oktobra 1921 so ponovno zmagali avtonomisti. Njihovo vlado so zrušili fašisti 3. marca 1922 s streljanjem z italijanske bojne ladje na vladno palačo; Zanellova vlada se je umaknila v Kraljevino SHS. Iz Kraljevice je še naprej legitimno predstavljala Reško državo. Po pritožbah in odstopu predsednika fašistične vlade na Reki A. Diepolija je Benito Mussolini 16. septembra 1923 imenoval na čelo Reške države vojaškega guvernerja generala G. Giradina; to je bil prvi korak k aneksiji. Medtem je od 27. februarja 1923 neuspešno delovala paritetna komisija za določitev mej med Reško državo in Italijo ter Kraljevino SHS. Italijanska stran je zahtevala priključitev Reke v zameno za priključitev pristanišča Baroš in Delta h Kraljevini SHS in revizijo rapalske meje pri Kastavu. Dne 27. januarja 1924 sta bila podpisana sporazum med Italijo in Kraljevino SHS o Reki ter pakt o prijateljstvu in sodelovanju med državama, s katerima je bila Reška država do 2. svetovne vojne priključena Italiji.   